# نفق أوراسيا
نفق أوراسيا هو طريق نفقي في إسطنبول, تركيا يمر من تحت مضيق البسفور. افتتح النفق رسميًا في 20 من كانون الأول 2016، وافتتح للعامة في 22 من كانون الأول 2016.
النفق المزدوج الذي يبلغ طوله 5.4 كيلومتر يربط كومكاب في الجانب الأوروبي وكوشويولو كادكوي في الجانب الآسيوي من إسطنبول بمسار طوله 14.6 كيلومتر، وتشمل المناطق عندما يقترب من الطرق.
يمر من البوسفور تحت قاع البحر بعمق أقصاه 106 متر (348) قدم. يبعد 1 كيلومتر جنوبي نفق سكة القطار مارماراي المائية, التي افتتحت في 29 من تشرين الأول 2013، وتستغرق الجولة بين القارتين 5 دقائق.
تُجمع الرسوم في كلا الاتجاهين؛ منذ شباط 2020 بمبلغ قدره 4 دولارات للسيارة و6 دولارات للحافلات الصغيرة. ارتفعت الرسوم في شباط 2021 بنسبة 26%، وأصبحت 6.20 دولار للسيارة، و9.30 دولار للحافلات الصغيرة على التولي.       

## خلفية
عام 1891 , قدم المهندس الفرنسي سايمون بريولت مشروعًا تمهيديًا لنفق أنبوبي تحت الماء، ويتكون من جسر مغمور في الماء يدعم أنبوبًا، كي تستطيع القطارات البخارية العمل, وحصل مشروعه على براءة اختراع من الحكومة العثمانية.
الخلفية المفهومية لنفق أوراسيا تمتد جذورها لعام 1997، فقد نفذت جامعة إسطنبول خطة النقل الرئيسية نيابةً عن بلدية محافظة إسطنبول. بناءً على هذه الخطة, جرت دراسة جدوى أولية من أجل معبر البسفور الجديد.
وفقًا لنتائج هذه الدراسة, اقترح الطريق النفقي حلًا، وقدم بصفته أعلى درجة من الجدوى.
أجرت وزارة النقل التركية دراسة من طريق نيكون كوي في عام 2005 لتقييم الطريق البديل لعبور النفق الجديد.
وفقا للمعايير البيئية والاجتماعية, وعوامل التكلفة والخطر, استنتجت الدراسة بأن دعم المقترح الأول هو الخيار المفضل.
الجسور الثلاثة الممتدة عبر البوسفور أخِذت في الحسبان عند تحديد موقع النفق, ووضعت أقرب إلى الجنوب، كي توازن حركة السير بنحو أفضل.
هنالك معايير اختيار أخرى، ومن ضمنها الطرق ذات الحد الأدنى للتكاليف، بسبب قصر النفق وعدم توفر المساحة الكافية لمواقع البناء والمباني التشغيلية.
تقييمات عالية المستوى مبنية على أساس بدائل الممرات، مقارنةً بما عرف في دراسة الجدوى، وأيضًا يدعم الطريق المقترح ضمن سياق الشروط البيئية والتكاليف الاجتماعية وعوامل الخطر.

## المستثمرون
عملية نقل تصاميم البناية المتبناة لنفق أوراسيا, جلبت ديناميكية الاستثمار الخاص وخبرتهم بالمشاريع, ودعم المؤسسات المالية، واستمر التنازل مدة 29 سنة.
يتضمن عقد الشراكة حدًا أدنى للواردات والربح ومشاركة الأجزاء المجتازة للواردات.
البنك الأوربي لإعادة الإعمار والتطوير يغذي الممولين بمبلغ قدره 150 مليون دولار.
مكونات أخرى بقيمة 1.245 مليار تتضمن 350 مليون دولار قرض من بنك الاستثمار الأوروبي.
تم الانتهاء من تشغيل TBM ضمن تفاوت سم (1.97 بوصة) في 479 يومًا تقويميًا، ما أدى إلى متوسط معدل تقدم يبلغ 7.0 م / يوم (23 قدمًا / يوم) (9.0 م / يوم أو 30 قدمًا / يوم، لأيام العمل) بمقدار ثلاثة أطقم 24/7. تم تحقيق أقصى معدل تقدم في منطقة الرواسب البحرية أي: 18.0 متر / يوم (59 قدم / يوم). كان الوقت المستغرق المباشر للتنقيب وبناء الحلقات نحو 3500 و1700 ساعة على التوالي. في تكوين تراكيا، حفر 28 منطقة سد بمتوسط تردد 90 مترًا (300 قدمًا) وتفاوتت السماكات بين 1 و120 مترًا (3.3 و393.7 قدمًا). علاوة على ذلك، استبدلت 440 قاطعة قرصية و85 كاشطة و475 فرشاة بطاقم TBM، وأربع مرات عمليات صيانة الضغط العالي (إجمالي 45 يومًا) مع غواصين مدربين تدريبًا خاصًا (بحد أقصى أقل من 10.8 بار أو 1.08 ميجا باسكال أو 157 رطل لكل بوصة مربعة لأول مرة في العالم)، نفذت بنجاح.
15،048 قطعة 600 مم (23.62 بوصة)، شرائح سميكة مسبقة الصب (1672 حلقة) ذات الأداء العالي (متوسط الشحنة التي مررت هو 280 كولوم (حد 1000 كولوم) إنتجت وربطت ببعضها بعضًا باستخدام 30.765 مسمار. تتكون كل حلقة من تسعة أجزاء كان متوسط قوة ضغط الأسطوانة 28 يومًا 70 ميجا باسكال (10000 رطل / بوصة مربعة)، ويمكن أن تقاوم 127 عامًا على الأقل كعمر خدمة ضد الظروف تحت سطح البحر 0.2 مم (0.008 بوصة).
من ناحية أخرى ، جرى الانتهاء من نفقين مزدوجين (يبلغ طول كل منهما نحو 950 مترًا أو 3120 قدمًا) في 445 يومًا تقويميًا مع مقطع عرضي يبلغ 85 مترًا مربعًا (910 قدمًا مربعة) لكل منهما بطريقة التعدين التقليدية. حفرت هذه الأنفاق في تشكيل تراكيا من أربعة أوجه بمعدل تقدم 1.4 متر / يوم (4.6 قدم / يوم) / وجه تحت منطقة مكتظة بالسكان بحد أدنى وأقصى عبء يبلغ 8 و41 مترًا (26 و135 قدمًا)، على التوالي. التقى كلا النفقين مع بعضهما بعضًا في حدود ± 2 مم (0.079 بوصة) تفاوت. أكبر تقارب تم قياسه عند تاج النفق كان 33 مم (1.30 بوصة) (تحمل التصميم 50 مم أو 1.97 بوصة) بحد أقصى 10 مم (0.39 بوصة) تسوية السطح.
صمم النفق بحيث يحتوي على غرف طوارئ محمية على مسافة 200 متر (220 ياردة) لتوفير المأوى، وكذلك طريق الهروب إلى مستوى النفق الآخر. كل 600 م (660 ياردة)، وسيكون هناك ممر للطوارئ مجهز بهاتف الطوارئ.